# سیارک ۸۰۳۴
سیارک ۸۰۳۴ (به انگلیسی: 8034 Akka، نامگذاری:1992LR) هشت هزار و سی و چهارمین سیارک کشف شده‌است که در ۳ ژوئن ۱۹۹۲ کشف شد.